# 東宝スコープ
東宝スコープ（とうほうスコープ）は、映画会社・東宝が1950年代後半に開発したアナモルフィック・レンズによる日本の映画のワイドスクリーン・システムである。「シネマスコープ」の人気に応えて独自に開発されたが、技術的特徴はシネマスコープとほとんど同一である。画面アスペクト比は「2.35:1」。

## 概要
東宝スコープを最初に採用した作品は、「東宝スコープ第一回作品」と銘打って1957年（昭和32年）7月13日に公開された杉江敏男監督のカラー映画『大当り三色娘』であり、色彩はイーストマンカラーを採用した。日本初のスコープサイズの映画は、その3か月前の同年4月2日に東映が公開したカラー映画『鳳城の花嫁』での「東映スコープ」であった。
1958年（昭和33年）、『大怪獣バラン』では「東宝パンスコープ」を採用したが、これはスタンダードサイズで撮影された画面の上下をカットしてワイド化したものであり、同作品のみの仕様であった。
1965年（昭和40年）には20世紀フォックスがシネマスコープの名称使用権を開放したため、各社とも名称を統一し、東宝スコープのレーベルはなくなった。手法自体は、1980年代にビスタビジョンが主流となるまで使用されていた。
2004年（平成16年）の『ゴジラ FINAL WARS』では、特撮映画へのオマージュとして、東宝スコープのタイトルロゴをオープニングに再び登場させた。
その翌年に製作された『ALWAYS 三丁目の夕日』シリーズでも冒頭に東宝スコープのロゴが登場している。

## フィルモグラフィ
おもな東宝スコープ作品。
- 大当り三色娘（監督：杉江敏男、1957年） - 東宝スコープ第一回作品
- 最後の脱走（監督：谷口千吉、1957年） - 東宝スコープ第二弾
- 東北の神武たち（監督：市川崑、1957年） - 白黒映画
- 大学の侍たち（監督：青柳信雄、1957年） - アグファカラー
- 地球防衛軍（監督：本多猪四郎、1957年） - 東宝特撮映画初
- 負ケラレマセン勝ツマデハ（監督：豊田四郎、1958年）
- 鰯雲（監督：成瀬巳喜男、1958年）
- 花嫁三重奏（監督：本多猪四郎、1958年）
- 美女と液体人間（監督：本多猪四郎、1958年）
- サザエさんの婚約旅行（監督：青柳信雄、1958年）
- 大怪獣バラン（監督：本多猪四郎、1958年）
- 社長三代記（監督：松林宗恵、1958年）
- 続・社長三代記（監督：松林宗恵、1958年）
- 隠し砦の三悪人（監督：黒澤明、1958年）
- こだまは呼んでいる（監督：本多猪四郎、1959年）
- 新・三等重役（監督：筧正典、1959年）
- サザエさんの結婚（監督：青柳信雄、1959年）
- 宇宙大戦争（監督：本多猪四郎、1959年）
- 潜水艦イ-57降伏せず（監督：松林宗恵、1959年）
- 社長太平記（監督：松林宗恵、1959年）
- 続・社長太平記（監督：松林宗恵、1959年）
- サザエさんの新婚家庭（監督：青柳信雄、1959年）
- 日本誕生（監督：稲垣浩、1959年）
- 孫悟空（監督：山本嘉次郎、1959年）
- 鉄腕投手 稲尾物語（監督：本多猪四郎、1959年）
- 上役・下役・ご同役（監督：本多猪四郎、1959年）
- 八百屋お七 江戸祭り一番娘（監督：岩城英二、1960年）
- 花のセールスマン 背広三四郎（監督：岩城英二、1960年）
- 悪い奴ほどよく眠る（監督：黒澤明、1960年）
- ガス人間第一号（監督：本多猪四郎、1960年）
- サザエさんの赤ちゃん誕生（監督：青柳信雄、1960年）
- サザエさんとエプロンおばさん（監督：青柳信雄、1960年）
- 背広三四郎 男は度胸（監督：岩城英二、1961年）
- 背広三四郎 花の一本背負い（監督：岩城英二、1961年）
- 用心棒（監督：黒澤明、1961年）
- 福の神 サザエさん一家（監督：青柳信雄、1961年）
- モスラ（監督：本多猪四郎、1961年）
- 漫画横丁 アトミックのおぼん スリますわヨの巻（監督：佐伯幸三、1961年）
- 新入社員十番勝負（監督：岩城英二、1961年）
- 真紅の男（監督：本多猪四郎、1961年）
- 大坂城物語（監督：稲垣浩、1961年）
- 特急にっぽん（監督：川島雄三、1961年）
- 紅の海（監督：谷口千吉、1961年）
- 椿三十郎（監督：黒澤明、1962年）
- 妖星ゴラス（監督：本多猪四郎、1962年）
- 続新入社員十番勝負 サラリーマン一刀流（監督：岩城英二、1962年）
- 女の座（監督：成瀬巳喜男、1962年）
- キングコング対ゴジラ（監督：本多猪四郎、1962年）
- 天国と地獄（監督：黒澤明、1963年）
- 女の歴史（監督：成瀬巳喜男、1963年）
- マタンゴ（監督：本多猪四郎、1963年）
- 太平洋の翼（監督：松林宗恵、1963年）
- モスラ対ゴジラ（監督：本多猪四郎、1964年）
- 三大怪獣 地球最大の決戦（監督：本多猪四郎、1964年）
- 赤ひげ（監督：黒澤明、1965年）